# Trophée de la comédie musicale de la mise en scène

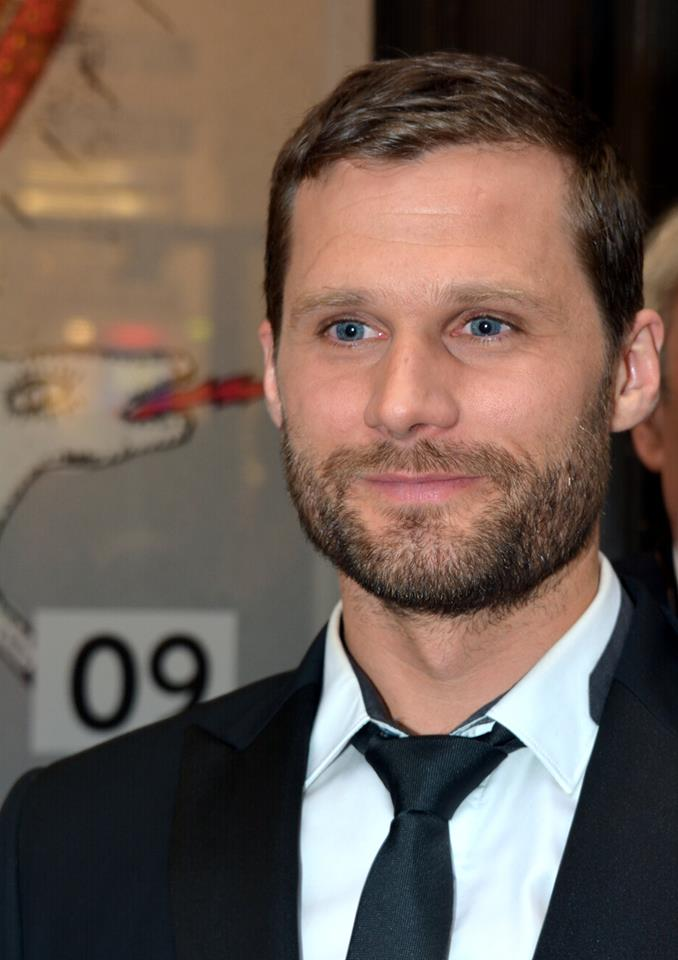
Le metteur en scène Alexis Michalik remporte le prix en 2022.

Le Trophée de la comédie musicale (TCM) de la mise en scène est une récompense artistique française décernée tous les ans depuis 2017 dans le cadre des Trophées de la comédie musicale. Le prix vise à honorer le ou la meilleur(e) metteur(se) en scène de comédie musicale de l'année écoulée. C'est un des équivalents français du Tony Award de la meilleure mise en scène pour une comédie musicale avec le Molière de la mise en scène.[réf. souhaitée]

## Historique
Le prix a été créé dans le cadre des Trophées de la comédie musicale qui réunis une partie de la presse française spécialiste du sujet qui se trouvent sur internet avec l'appui d'une partie des artistes du genre qui forme le comité,.
À cause de la pandémie de Covid-19 : le prix n'a pas pu être desservi car les éditions 2020 et 2021 ont alors été annulées. La cérémonie est de retour en juin 2022,,.
- Le chef d'orchestre Samuel Sené a obtenu à deux reprises le TCM sur trois nominations[7].
- En 2022, Alexis Michalik devient le premier metteur en scène à avoir remporté à la fois un TCM et un Molière au cours de sa carrière pour son travail sur une comédie musicale[8].

Trois metteur en scène ont réussi à faire un doubler. C'est-à-dire obtenir à la fois le prix de la meilleure mise en scène ainsi que celui de la meilleure comédie musicale :
- Ladislas Chollat en 2017
- Samuel Sené en 2018
- Alexis Michalik en 2022

## Palmarès

### Années 2010
- 2017 : Ladislas Chollat - Oliver Twist, le musical[9]
  - Virginie Lemoine pour 31 : Comédie (musicale)
  - Sandrine Molaro et Gilles-Vincent Kapps pour L'Écume des Jours
  - Éric Chantelauze pour La Poupée Sanglante
  - Nicolas Guilleminot pour Gutemberg, le musical
- 2018 : Samuel Sené - Comédiens ![10]
  - Manon Anderson pour Orphée et Eurydice à Bicyclette
  - Martin Michel et Véronique Bandelier pour Grease
  - Cristos Mitropoulos pour La Clef de Gaïa
  - David Rozen pour Les Aventures de Tom Sawyer
- 2019 : Samuel Sené - L'Homme de Schrödinger[11]
  - Olivier Bénézech pour Into the Woods
  - Hervé Devolder pour La Grande Petite Mireille
  - Marina Pangos pour La Cigale sans la Fourmi
  - Raphaël Callandreau pour Le Malade Imaginaire en LA majeur

### Années 2020
NOTE : Les cérémonies des années 2020 et 2021 ont été annulées à cause de la pandémie de coronavirus.
- 2022 : Alexi Michalik pour Les Producteurs[12]
  - David Lescot pour Une Femme se déplace
  - Samuel Sené pour Contre-temps
  - Justine Heyman pour Songe à la douceur
  - Patrick Alluin pour Exit
- 2023 : Thomas Jolly pour Starmania[13]
  - David Lescot pour La Force qui ravage
  - Fred Radix pour La Claque
  - Hervé Devolder pour La Crème de Normandie
  - Nicolas Guilleminot pour Ego-Système
- 2024 : Pamela Ravassard pour Courgette
  - Dominique Guillo pour Hedwig and the Angry Inch
  - Ladislas Chollat pour Molière, le spectacle musical
  - Léna Bréban pour Music-Hall Colette
  - Justine Heynemann pour PUNK.E.S ou comment nous ne sommes pas devenues célèbres

## Statistiques

### Nominations multiples
- 3 : Samuel Sené
- 2 : Ladislas Chollat, David Lescot, Nicolas Guilleminot, Justine Heymann